# Siegfried Zachmann
Siegfried Zachmann (* 13. April 1928 in Dresden; † 8. Dezember 2024 in Berlin) war ein Diplomat der DDR, der zuletzt zwischen 1988 und 1990 Botschafter und Ständiger Vertreter bei den Vereinten Nationen in New York war.

## Leben
Siegfried Zachmann, Sohn eines Eisenbahnmitarbeiters, arbeitete nach dem Besuch der Volksschule sowie der Berufsschule als Helfer bei der Deutschen Reichsbahn. Zum Ende des Zweiten Weltkrieges wurde er noch 1945 zum Reichsarbeitsdienst (RAD) und anschließend zum Kriegsdienst in der Wehrmacht eingezogen. Nach Kriegsende wurde er 1945 Mitarbeiter sowie zuletzt Fahrdienstleiter bei der Deutschen Reichsbahn. 1949 wurde er Mitglied der SED. Nachdem er zwischen 1950 und 1951 Jugendinstrukteur und Sachbearbeiter bei der Reichsbahndirektion Dresden war, begann er ein Studium an der Deutschen Akademie für Staats- und Rechtswissenschaft „Walter Ulbricht“ (DASR) in Potsdam, das er 1953 als Diplom-Staatswissenschaftler abschloss.
Anschließend trat Zachmann 1953 als Mitarbeiter in das Ministerium für Auswärtige Angelegenheiten (MfAA) ein und war dort nacheinander Referent, Oberreferent sowie Hauptreferent in der Abteilung Internationale Organisationen. Er fungierte zwischen 1959 und 1963 als Stellvertretender Leiter bei der Europäischen Wirtschaftskommission der Vereinten Nationen in Genf sowie von 1963 bis 1964 als wissenschaftlicher Mitarbeiter des MfAA. Nachdem er von 1964 bis 1966 ein Studium am Staatlichen Moskauer Institut für Internationale Beziehungen (SMIMO) absolviert hatte, war er zwischen 1966 und 1968 wissenschaftlicher Mitarbeiter im Büro von Außenminister Otto Winzer. 1968 erfolgte seine Promotion zum Doktor der Rechte (Dr. jur.) an der DASR.
Als Nachfolger von Harald Rose übernahm Zachmann im März 1968 den Posten als Gesandter und Leiter der Beobachtermission bei dem Büro der Vereinten Nationen in Genf. Nachdem die DDR am 13. Dezember 1972 Mitglied der Vereinten Nationen wurde, war er bis zu seiner Ablösung durch Gerhard Kegel 1973 Botschafter und Ständiger Vertreter bei dem Büro der Vereinten Nationen in Genf. Im Anschluss fungierte er zwischen 1973 und 1977 als Leiter der Abteilung Internationale Wirtschaftsorganisationen des MfAA sowie von 1977 bis 1983 als Stellvertretender Leiter der Ständigen Vertretung bei den Vereinten Nationen in New York City, ehe er zwischen 1983 und 1988 Leiter der Abteilung Vereinte Nationen des Ministeriums für Auswärtige Angelegenheiten war. Zuletzt löste er 1988 Harry Ott als Botschafter und Ständiger Vertreter bei den Vereinten Nationen in New York ab und verblieb auf diesem Posten bis 1990. 1990 wurde er Mitglied im Verband für Internationale Politik und Völkerrecht.
Zachmann war mit Gisela Zachmann (1930–2024) verheiratet. Sie hatten drei Söhne (Matthias, Steffen und Holger). Zachmann und seine Frau wurden auf dem Friedhof Pankow III beigesetzt.

## Veröffentlichung
- Die Beziehungen der DDR zu internationalen Organisationen. Material zu Vorträgen (= Sektion Gesamtdeutsche und internationale Fragen: Referentenmaterial. Nr. 13/1956). Gesellschaft zur Verbreitung wissenschaftlicher Kenntnisse, Berlin 1956, urn:nbn:de:101:1-201606263875.

## Hintergrundliteratur
- Siegfried Bock (Herausgeber): DDR-Außenpolitik im Rückspiegel. Teil 2: Alternative deutsche Außenpolitik?, Berlin/Münster 2006, ISBN 978-3-8258-9278-4